# Alte Kelter (Rommelshausen)

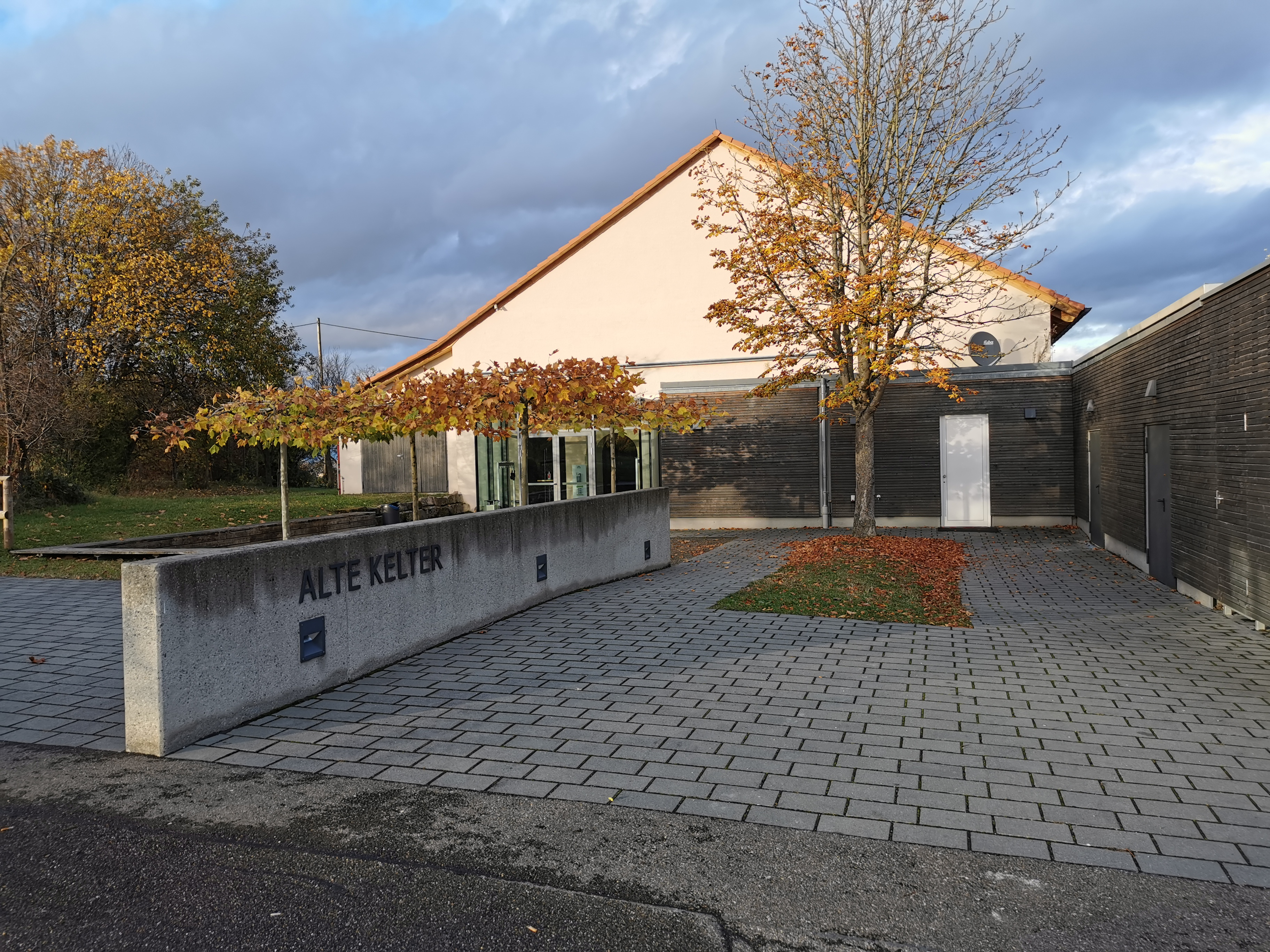
Alte Kelter in Rommelshausen (2021)

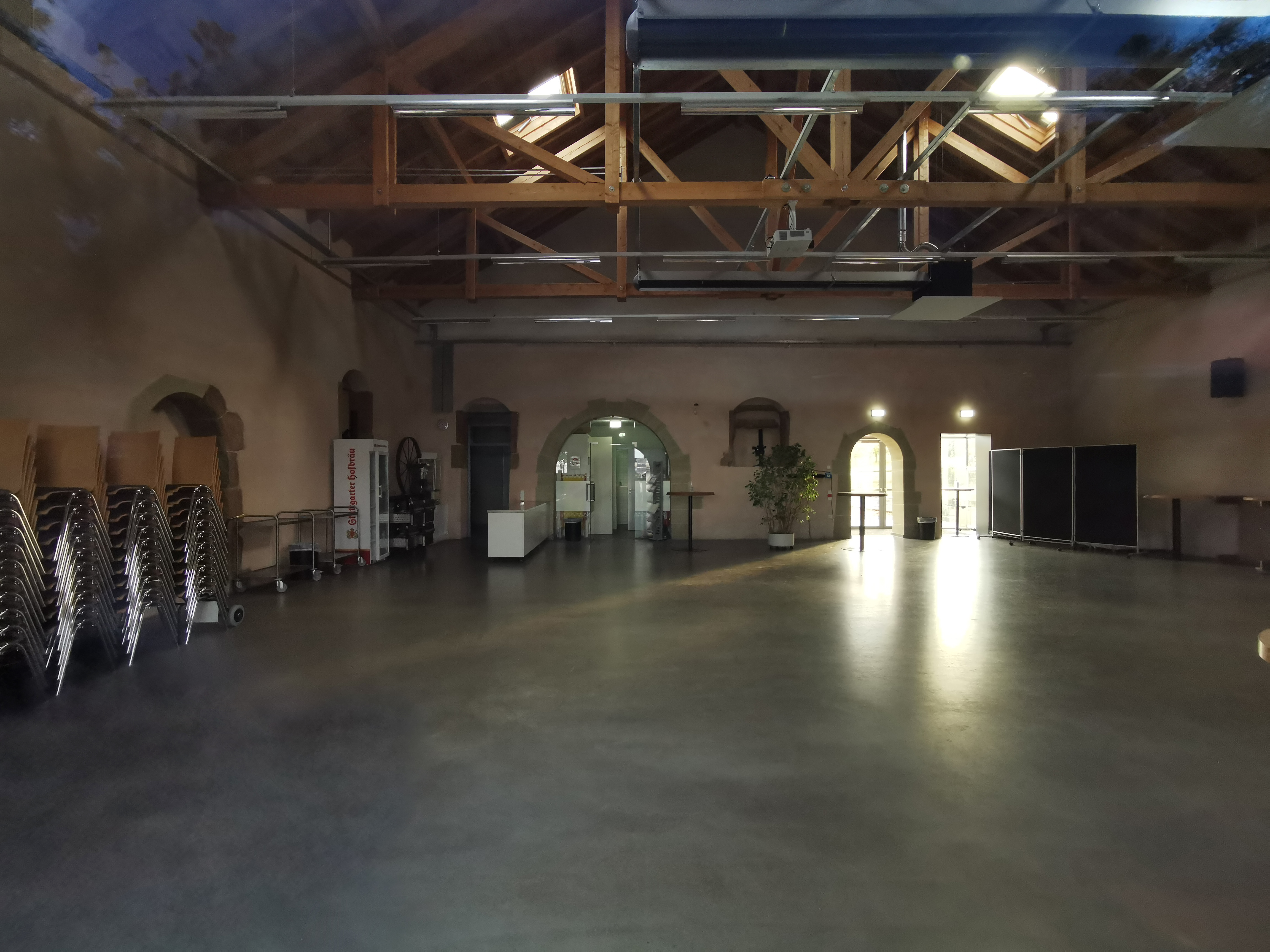
Innenansicht (2021)

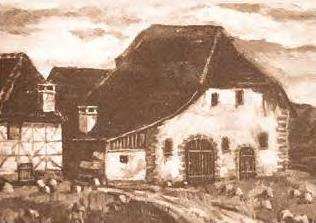
Ursprüngliches Erscheinungsbild

Die Alte Kelter ist ein denkmalgeschütztes Gebäude in der Kelterstraße 82 in Rommelshausen.

## Lage
Die alte Kelter befindet sich nahe dem Sportplatz am Rande von Rommelshausen.

## Geschichte
Das Gebäude wurde als erste Kelter in Rommelshausen 1582 erbaut. Die Kelter wurde unter Herzog Ludwig von Württemberg errichtet. Zuvor mussten die Trauben auf Fellbacher Gemarkung abgeliefert werden.
Es fiel dreimal (1944, 1992 und 2011) Feuern zum Opfer. Durch Brandbomben wurde das Gebäude 1944 bis auf die Vorderfront zerstört. Am 30. August 1992 brannte die Kelter vermutlich aufgrund von Brandstiftung ab. Am 15. September 2011 brannte die ehemalige Kelter fast vollständig aus, weil Hochsprungmatten zu nah an einem Scheinwerfer standen, die sich entzündeten.
Nach dem Brand wurde das Gebäude umfassend saniert. Heute wird es als Veranstaltungsgebäude genutzt.